# Willie Buchan
William Buchan es un músico británico. Actual baterista de la banda de punk The Exploited. Su participaciones han sido del 1982, luego en 1989 y del 1991 en adelante. Es el hermano del vocalista Wattie Buchan.

## Discografía
- Horror Epics
- Jesus is Dead
- Death Before Dishonour
- Live And Loud!!
- Lets Start A War...Said Maggie One Day
- Beat The Bastards
- Fuck The System